# Rafnia triflora
Rafnia triflora là một loài thực vật có hoa trong họ Đậu. Loài này được Thunb. miêu tả khoa học đầu tiên.

## Hình ảnh

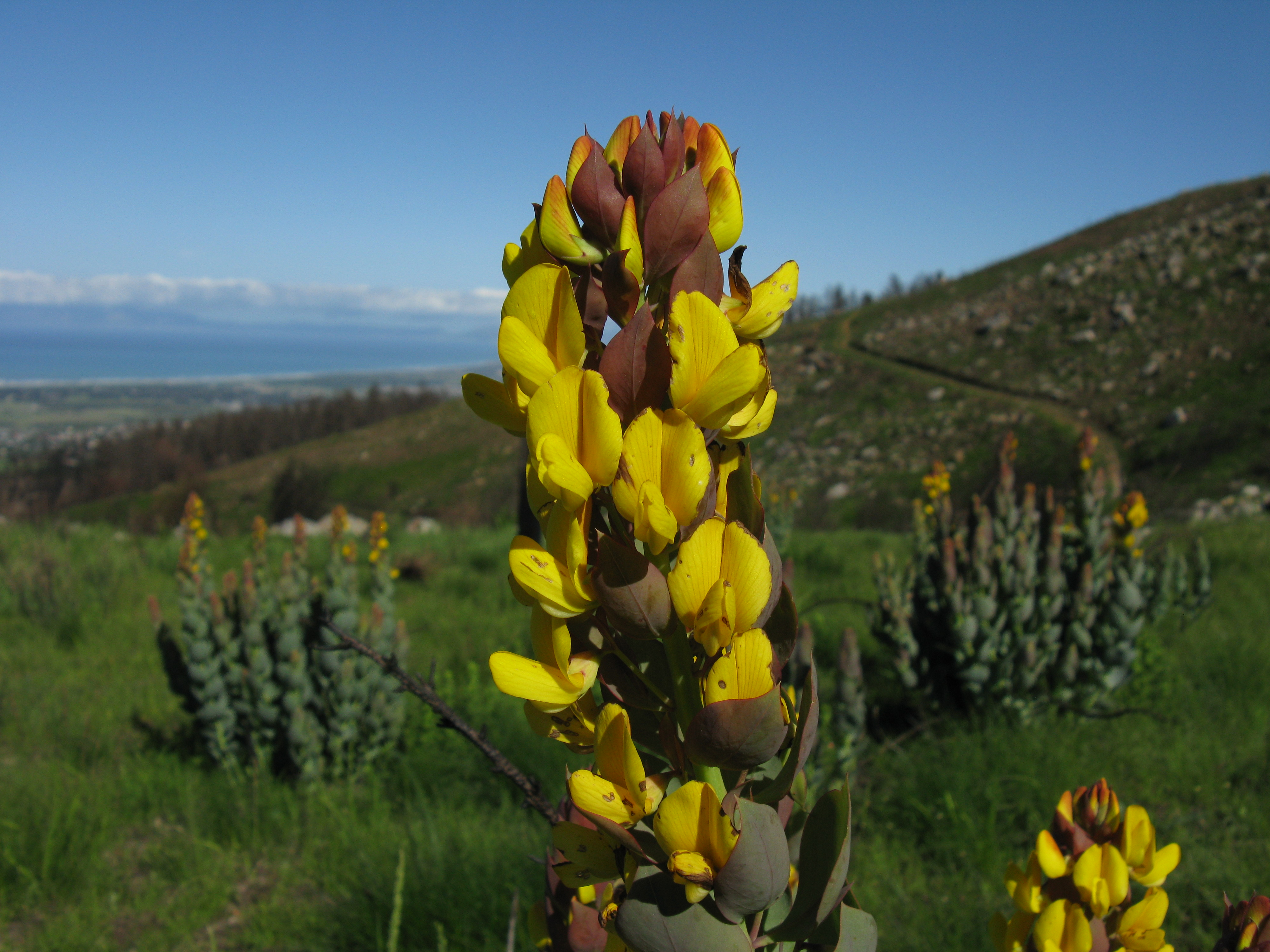
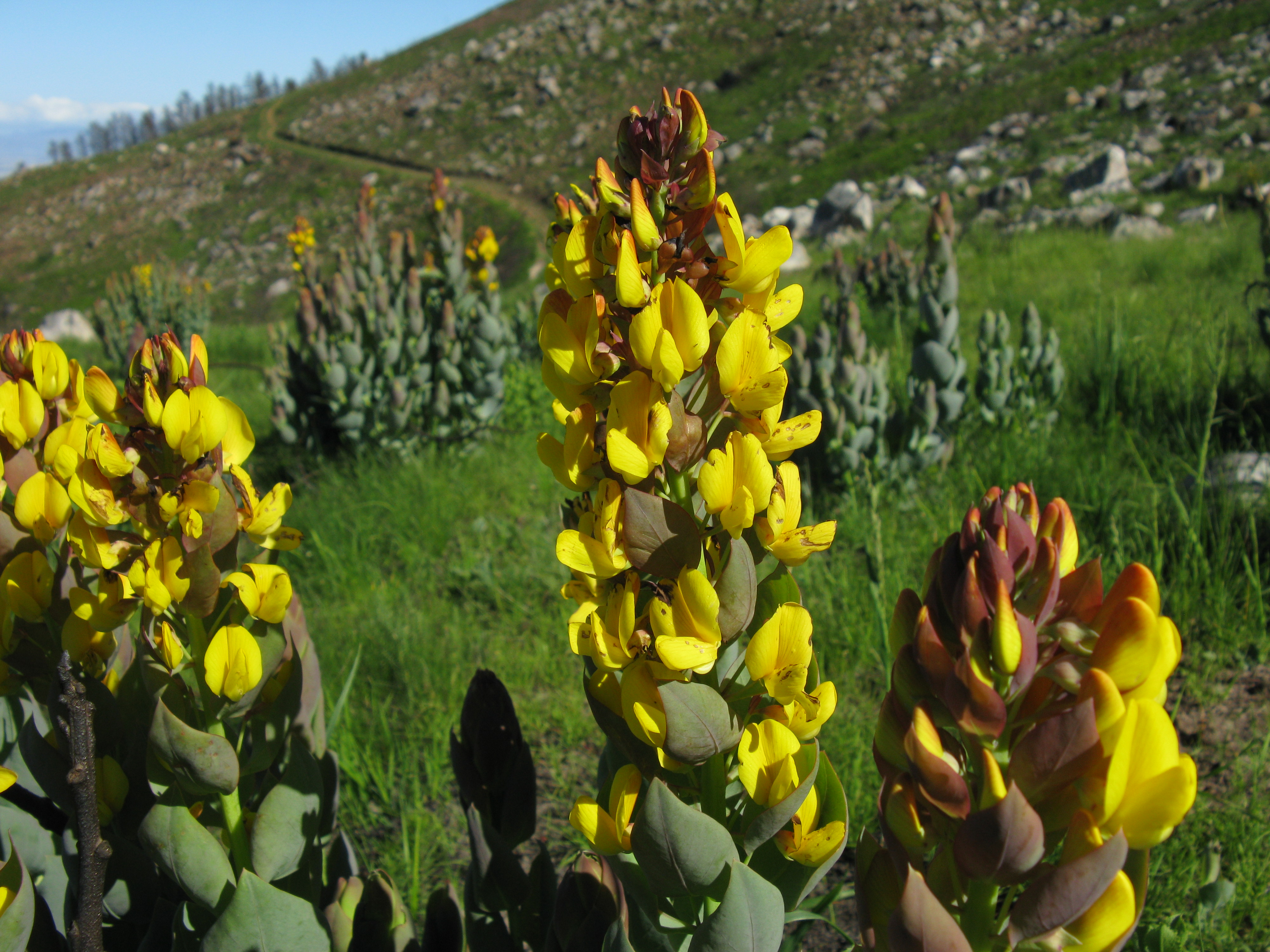